# 萩原果林
萩原 果林（はぎわら かりん、1月20日 - ）は、日本の女性声優。
以前は同人舎プロダクションに所属していた。

## 出演

### テレビアニメ
- 魔法陣グルグル（エナ[1][2]、さっぱり妖精）

### 劇場アニメ
- それいけ! アンパンマン アンパンマンとおかしな仲間（ゼリーちゃん）

### CD
- 魔法陣グルグル ドラマCD　〜大迷惑!熱血妖精の恩返し〜（エナ）
- 魔法陣グルグル オリジナル・ドラマ 〜水晶玉を取り戻せ!暗闇の中は大コンランですゾ!!〜（エナ）